# Arion owenii
Arion owenii es una especie de molusco gasterópodo de la familia Arionidae en el orden de los Stylommatophora.

## Distribución geográfica
Se encuentra en  Gran Bretaña e Irlanda.